# 시라토리 닌자부로
시라토리 닌자부로(일본어: 白鳥任三郎, しらとり にんざぶろう)는 아오야마 고쇼의 만화 《명탐정 코난》에 등장하는 인물이다.

## 개요

### 등장배경
경시청 형사부 수사1과 강행범 수사3계의 경부이며 공무원 1급 시험을 통과한 소위 말하는 엘리트로 극장판《시한 장치의 마천루》에서 처음으로 등장했다. 극장판에 등장했을 당시에는 계급이 경부보(警部補)로 극장판에서만 등장시키려고 했지만 경부로 승진하자마자 만화나 애니메이션에서도 등장하게 된다. 애니메이션 오리지널에 처음 등장했을 당시에는 본청으로 처음 발령이 난 것으로 나왔는데, 원작(단행본)에서는 3년 전의 연속 폭탄 사건이 일어났을 당시부터 등장하고 있다. 이 점은 애니메이션 오리지널과 단행본이 충돌한 경우라 할 수 있다.

### 연인과의 만남
사토 형사를 짝사랑하여, 그와 연을 맺으려고 계속 프로포즈를 시도했다. 67권 코바야시 선생의 사랑에는 시라토리 경부가 코난이 다니는 데이탄 초등학교의 코바야시 선생님을 사랑한다는 이야기가 나온다. 시라토리 경부는 어린 시절에 서점에서 좀도둑들을 혼내주던 코바야시 선생을 보고 말로 좀도둑들을 물리친 적이 있다. 그때 코바야시 선생의 용기에 감동한 시라토리는 형사가 장래희망이 되었고 어른이 되어 경부 (반장)가 되었다. 그래서 코바야시 선생에게 어릴적의 이야기를 함으로써 사랑을 고백하지만, 코바야시 선생은 냉랭했다. 살인사건 목격자로 출석한 경시청에서 자신과 닮은 사토 형사를 보고 시라토리 경부가 사토 형사를 좋아했다는 이야기를 듣는 바람에, 혹시 사토 형사와 닮아서 그런 것은 아닌가 하는 의심을 했던 것이다. 하지만 코바야시 선생이 시라토리 경부가 자신의 행동이 정당방위라고 주장하는 살인용의자에게 정당방위에 대한 법조항을 외우는 모습을 보면서, 어릴적 서점에서 절도죄에 대한 법조항을 외움으로써 좀도둑을 물리친 남자아이임을 기억했고, 이들은 연인이 된다.

### 성격
기본적으로는 고지식하고 신중한 성격이지만 타카기 형사가 사토 형사를 생각하고 있으면 방해를 하거나 헤어지게 하려고 생각하고 있다. 한번 두 명이 데이트를 하는 걸 알면, 주위의 형사들과 함께 조사를 하여 몰래 비디오를 찍어 관찰하는 모습도 보인다. 사격 솜씨는 메구레 경부와 더불어 손이 떨릴 정도로 엉망이다. 음악과 건축에 관심이 있고 프랑스 요리와 와인에 관심이 많다.

## 보충
- 이름은 후지 TV의 경부보 후루하타 닌자부로(古畑任三郎)에서 파생되었다.
- 극장판에는 메구레 경부와 더불어 모두 등장한다. 참고로 극장판 3기에서는 괴도 키드의 변장한 모습으로 나타난다.[6]
- 수사용 차량은 토요타 윈덤 (렉서스 ES)이다. 304회 흔들리는 경시청 1200만의 인질편에서 원래 자신이 사용하던 수사 차량인 토요타 크라운에 탑승하였지만 범인이 수사 차량안에 설치한 폭탄이 터지는 사건이 발생하여 차량이 폭탄화재로 인해 소실되었다. 차량폭발사건 이후 수사용 차량을 토요타 크라운에서 토요타 윈덤 (렉서스 ES)으로 바꾸었으며 현재까지 이 차량을 사용하고 있다.

## 성우진
일본어판의 경우 초반에는 시오자와 카네토(塩沢兼人)가 맡았으며, 나중에 이노우에 카즈히코(井上 和彦)로 교체되었다.  어렸을 때의 목소리는 혼다 다카코(本田貴子)가 맡았다.  한국어 더빙판은 서윤선이 맡고 있으며, 어린 시절은 김율이 맡았고, 영어 더빙판은 에릭 베일(Eric Vale)이 맡았다.
일본어판 성우 교체
2000년 5월 10일에 시라토리의 역을 담당하고 있던 시오자와 카네토가 뜻하지 않은 사고로 사망해서 《눈동자 속의 암살자》가 명탐정 코난 시리즈 마지막 출연이 되었다. 이로 인하여 이듬해에 상영된 《천국으로의 카운트다운》부터 성우가 이노우에 카즈히코로 변경되어 현재까지 계속 맡고 있다. 흥미로운 것은 이노우에 카즈히코가 《눈동자 속의 암살자》에도 출연을 하였는데 맡은 배역이 시라토리 경부의 주치의인 카자토 쿄스케라는 점이다.

## 각 언어판별 이름
한국어 더빙판에서는 백동훈이라는 이름으로 나오며, 해외판에서는 닌자부로 산토스(Ninzaburo Santos)라는 이름으로 나온다.